# Класично условљавање
Класично условљавање (такође респондентно условљавање) је бихејвиорална процедура у којој је биолошки моћан стимулус (нпр. храна, налет ваздуха на око, потенцијални ривал) упарен са неутралним стимулусом (нпр. звук музичког троугла). Термин класично условљавање се односи на процес аутоматског, условљеног одговора који је упарен са специфичним стимулусом.
Руски физиолог Иван Павлов проучавао је класично условљавање са детаљним експериментима са псима и објавио експерименталне резултате 1897. У проучавању варења, Павлов је приметио да су експериментални пси саливени када су их хранили црвеним месом. Павловско условљавање се разликује од оперантног условљавања (инструменталног условљавања), кроз које се модификује снага вољног понашања, било појачањем или казном. Међутим, класично условљавање може утицати на оперантно условљавање; класично условљени стимуланси могу да појачају оперантне одговоре.
Класично условљавање је основни механизам понашања, а његови неуронски супстрати сада почињу да се разумеју. Иако је понекад тешко разликовати класично условљавање од других облика асоцијативног учења (нпр. инструментално учење и људско асоцијативно памћење), бројна запажања их разликују, посебно непредвиђене околности у којима се учење дешава.
Заједно са оперантним условљавањем, класично условљавање је постало основа бихејвиоризма, школе психологије која је била доминантна средином 20. века и још увек има значајан утицај на праксу психолошке терапије и проучавање понашања животиња. Класично условљавање је примењено и у другим областима. На пример, може утицати на реакцију тела на психоактивне лекове, регулацију глади, истраживање неуронске основе учења и памћења и на одређене друштвене појаве као што је ефекат лажног консензуса. Откриће феномена условног рефлекса је допринело и бољем упознавању људског ума, учења и понашања. Захваљујући условном рефлексу утврђено је зашто човек развија паничне страхове и фобије, зашто специфични мириси побуђују одређене емоције, како функционише маркетинг.

## Павловљеви пси
Руски лекар, научник и физиолог Иван Павлов, добио је Нобелову награду за медицину 1904. године за своје класичне експерименте, посебно на дигестивним жлездама паса у којима је утврдио процес формирања условног рефлекса. У то време значај овог открића је био огроман, јер су први пут чулни надражаји за лучење сока били повезани тада још несхваћеном неуралном везом која се успоставила кроз процес учења.
Иван Павлов, који је био на челу Института за физиологију са седиштем у малом селу надомак Санкт Петербурга се бавио изучавањем желуца, експериментишући на псима. Испитујући лучење пљувачке и желудачног сока код паса приликом узимања хране, Павлов је открио да су пси почињали да луче сок пре него што би дошли у физички додир са храном. Наиме, чим би видео храну или осетио њен мирис, пас би почео да лучи сок, али и другим надражајима који нису били директно повезани са храном, као што је на пример звоњавом звонцета, које би звонило сваки пут када би огледни пас узимао храну. После неколико узастопних покушаја, пас би научио да рефлексно лучи сок само на звук звонцета, иако хране није било у близини. Овај феномен, који је могао да се изазове и са другим животињама и другим врстама надражаја Павлов је назвао условни рефлекс.

### Елементи класичног условљавања код Павловљевих паса
Храна (безусловна драж) доводи до саливације (безусловне реакције). Звоно је неутрална драж и она не доводи до саливације. Затим се храна и звоно упарују и након условљавања, звоно (сад већ условна драж) ће моћи да изазове саливацију (условну реакцију), без хране.

## Карактеристике класичног условљавања
- Генерализација стимулуса: (не важи само за емоционално условљавање, већ за све врсте научених реакција путем класичног условљавања).
- Гашење: ако се више пута излаже условна драж без безусловне дражи, постепено она почиње да губи способност да изазове безусловну реакцију. Гашење није исто што и заборављање, условни рефлекс није елиминисан, само неактиван, инхибиран.

- Спонтано обнављање: угашени одговори могу се „обновити“ после неког времена, али ће се поново угасити уколико се поново не упаре дражи.
- Дискриминација:  пас може научити да разликује сличне стимулусе и да разликује које звоно прати давање хране а које не
- Условљавање вишег реда: ако се пас услови да асоцира звук звона са храном, друга безусловна драж, као што је светло, може се излагати заједно са звуком звона и може се условити пас да саливира не само на звук звона већ и на бљесак светлости без звука звона[6]

## Примери у свакодневном животу
Класично условљавање се још увек може користити за процесе учења код животиња и људи. За њега је само потребно доста стрпљења и труда уложеног у упаривање дражи до оног тренутка кад ће такве дражи изазвати условну реакцију, односно до оног тренутка кад ће се појавити Павловљев рефлекс.
Иако су људи тога несвесни, свуда су присутни примери класичног условљавања. Већина људи ће се, након што уђе у аутобус, ухватити за неки држач пре него аутобус крене. Иако још увек аутобус није кренуо, људи ће се ухватити за држач на основу претходног искуства вожњом аутобуса. 

## Одбрамбени условни рефлекс
Поред описаног условног рефлекса, Владимир Бехтјерев је у Русији, истовремено када и Павлов, почео испитивање одбрамбеног условног рефлекса. У овом облику условљавања, после неутралне дражи, животиња добија електрични шок на шапу што безусловно изазива отимање и подизање ноге. Након условљавања и претходно неутрална драж почиње да изазива одбрамбену реакцију. Поред опита с овим облицима условљавања вршени су и опити с условљавањем аутономних реакција нервног система и с емоционалним условљавањем.

## Бабински рефлекс
Бабински рефлекс је рефлекс у развојној психологији који је везан за новорођенчад. У питању је примитивни рефлекс за који је карактеристично истезање ножног палца према горе и истовремено ширење осталих ножних прстију.
Бабински рефлекс је сасвим нормална појава код новорођенчади, но требало би да нестане након прве године живота. Ако се задржи и после, указује на неуролошки поремећај, односно на оштећење кортикоспиналних путева или чак самог мозга.

## Бихејвиорална терапија
Основни принципи класичног условљавања, као и принципи инструменталног учења, користе се у различитим облицима бихејвиоралне терапије. Присталице ове терапије одбацују традиционално схватање да су психопатолошке појаве несвесни израз неког конфликта или незадовољене жеље, односно површинска манифестација претпостављене унутрашње структуре личности. Психопатолошке појаве сматрају последицама погрешног учења. Стога се принципи учења сматрају и принципима развоја личности. Сва понашања, нормална и патолошка, понашања деце и одраслих, као и понашања различитих степена сложености подређена су, према овим ауторима, истим психолошким, тј истим принципима учења.
У једном облику бихејвиоралне терапије користи се принцип контраусловљавања. Техника реципрочне инхибиције и систематске десензитизације коју је развио Волпе у сврху редуковања анксиозних понашања. Под реципрочном инхибицијом се подразумева вежбање пацијента релаксацији, одговору који је инкомпатибилан, супротан анксиозности. Систематска десензитизација означава процедуру у којој се субјекту у овако релаксираном стању постепено излажу дражи које изазивају све јачу анксиозност.
На тај начин ове дражи се повезују са стањем релаксације које омогућује истовремено емитовање анксиозних облика, па веза између ових дражи и анксиозности слаби. Ова процедура показала се веома успешном у лечењу фобија. Нпр, ако пацијент има страх од змија, њему се у релаксираном стању приказује нацртана змија и полако се долази до најјаче дражи, односно најснажније дражи која изазива најјачу анксиозност, која ће се десензитизовати.

## Асоцијација дражи
Важно је напоменути да није могуће путем класичног условљавања научити да се реагује на било коју драж, тј. није могуће повезати било коју реакцију са било којом дражи. Наиме, условљавање је брже уколико постоји биолошка припремљеност врсте за одређено учење. Повезивање одређених реакција и одређених дражи има биолошки, адаптивни смисао. Тада се асоцијације између дражи и одговора брже и лакше успостављају. Понекад уопште није могуће или је веома тешко кроз процедуру класичног условљавања научити организам да на одређен начин реагује на неку неутралну драж, уколико је асоцијација између дате дражи и одговора биолошки бесмислена, неадаптивна.

## Павловљеви пси данас
Сам Павлов умро је задовољан и остварен с пуних 86 година живота. И у последњим тренуцима мислио је на науку, а крај њега је био један од ученика који је педантно бележио околности у којима је Павлов испустио душу. Научник је желео да својим последњим дахом да допринос изучавању субјективних искустава последње животне фазе. Било је то 1936. године, и научник није доживео Други светски рат и ужасе опсаде Лењинграда. Псе, бар оне који нису имали срећу да у наредним годинама угину природном смрћу, чекао је много неспокојнији крај.
Опсада је почела 2. септембра 1941. године и трајала је читава 872 дана. За Немце је освајање Лењинграда, као бивше престонице Русије, било од огромног симболичког и стратешког значаја. Из истог разлога Стаљин је био спреман да га брани до последњег живота. Судбина људи и животиња у граду никоме није била на листи приоритета. Хитлер је желео да град сравни са земљом заједно са свима који се у њему затекну. 
Сви путеви и линије снабдевања били су одсечени. Дрвеће из паркова посечено је за грејање. Залихе хране брзо су нестале. До средине прве зиме на улицама није било мачака, мишева и пацова. Појели су их изгладнели људи. Без друге могућности, очајни људи су почели да једу љубимце, радне животиње, па чак и животиње из зоолошког врта. Трагична судбина задесила је и Павловљеве псе с института. Упркос њиховом статусу, преживљавање је било приоритет. Међу онима који су били приморани да их поједу били су и неки од истраживача који су сарађивали с Павловом током првих експеримената.
Више од милион и по војника и цивила изгубило је живот током опсаде Лењинграда. Нико се није потрудио да преброји страдале животиње и тек однедавно се о томе отворено говори. Имена Павловљевих паса до скоро су била потпуно непозната у јавности. Изузетак је била керуша Биерка која се помињала у литератури.
Ситуација се променила после истраживања биолога Тима Тулија. Он је пре двадесетак година пожелео да нове сојеве мушица створене у лабораторији зарад експеримената инспирисаних Павловљевим радом, назове по његовим псима. Убрзо је, међутим, схватио да имена нигде нису забележена. Кренуо је у Русију да их открије. У првих мах се чинило да је пут био узалудан. Нигде није било помена о именима Павловљевих паса.
Упознао је жену која је радила у малом музеју посвећеном Павлову у близини Санкт Петербурга. Она му је сасвим ноншалантно, како описује, предала албум са сликама и именима 40 Павловљевих паса, који је Павлов добио као рођендански поклон од својих студената. Данас се зна да су то били: Голован, Арап, Август, Бајкал, Икс, Рекс, Барбус, Икас, Милорд, Норка и многи други.